# Helmi Nasr
Helmi Mohamed Ibrahim Nasr (Almançora, 22 de março de 1922 — Cairo, 26 de novembro de 2019) foi um professor e tradutor egípcio. Nasceu no Egito, morou no Brasil, onde se naturalizou, entre 1962 e 2016, e regressou ao Cairo onde residiu até sua morte.

## Biografia
Saiu do Egito sua terra natal na década de 1960 e veio ao Brasil para lecionar árabe. A vinda do professor Helmi Nasr ao Brasil só aconteceu graças a um pedido do presidente Jânio Quadros, quando em visita ao presidente do Egito, Gamal Abdel Nasser, pediu ao presidente que enviasse ao Brasil um professor de árabe, já que até então não existia nenhum no Brasil. Contra sua vontade inicial, o professor consentiu em vir ao Brasil na condição de ficar apenas um ano mas, apaixonado pelo país, com uma dedicação exemplar ao ensino do árabe e sempre empenhado com a divulgação da cultura islâmica no Brasil, tornou-se uma figura ilustre no mundo acadêmico e ficou até 2016.
Formado no Cairo, concluiu seus estudos de mestrado e doutorado em Psicologia e Sociologia na França. Em maio de 1962, inicia na Faculdade de Filosofia da USP o trabalho de criação e desenvolvimento da Seção de Estudos Orientais. Atuou como titular de pós-graduação do curso de estudos árabes na USP até os 85 anos de idade, assim como Vice-presidente de Relações Internacionais da Câmara de Comércio Árabe-Brasileira. Foi o primeiro brasileiro a fazer parte do conselho executivo do encontro internacional de eruditos e pensadores muçulmanos. O encontro é promovido pela Liga Islâmica Mundial, que tem sede na Arábia Saudita, e permite que os pensadores muçulmanos de diversas partes do mundo discutam assuntos relevantes para toda a sociedade islâmica. Por ter concluído seus estudos superiores na Universidade de Paris, o professor Helmi Nassr integrou o conselho islâmico para revisar as traduções do sagrado Alcorão para a língua francesa.
Casou na década de 1970 com a professora Nida Gattaz Nasr, falecida em 2007. Em 2016 regressou para o Egito, sua terra natal, onde residiu com familiares até seu falecimento em 2019, aos 97 anos de idade.

## Obra
Sua tradução do sagrado Alcorão, pedida pela Liga Islâmica de Meca, possui seis mil páginas, consumiu quatro anos de trabalho árduo para ser concluída e vinte anos para a tradução e revisão, que foi também, revisada e reconhecida pela Liga Islâmica Mundial foi concluída em outubro de 2005. Impresso no Complexo do rei Fahd, em Medina, na Arábia Saudita, onde são feitas as traduções que serão consideradas legítimas, segundo os critérios observados pela Liga. O conselho responsável pela revisão da tradução do sagrado Alcorão foi composto por sábios de origem portuguesa, moçambicana e de outros países de língua portuguesa. Como o sagrado Alcorão não pode ser vendido, sua distribuição gratuita é feita pela Câmara de Comércio Árabe-Brasileira (CCAB), mediante o preenchimento de um cadastro dos interessados em adquiri-lo.
O professor, Helmi Nassr, é autor também do primeiro dicionário árabe-português editado pela CCAB, com 70 mil palavras distribuídas em 400 páginas, numa bela edição, lançado em maio de 2000. Em dez anos de estudos e pesquisas juntou mais de 70 mil palavras, distribuídas que foi datilografando em máquinas de escrever, o professor utilizou duas máquinas, uma com a grafia em árabe e outra em português para redigir as palavras. Os originais desse trabalho ficaram guardados por 32 anos, mas o professor nunca perdeu a esperança de publicar esse trabalho, que é fruto de muita dedicação e estudo. 
Traduziu ainda do português para o árabe, o livro Novo Mundo nos Trópicos, do sociólogo pernambucano Gilberto Freyre.
Foi professor, mestre e doutor em Psicologia e Sociologia, idealizador da Seção de Estudos Orientais da USP-SP, titular de pós-graduação do curso de estudos árabes na USP-SP, tradutor do sagrado Alcorão reconhecido pela Liga Islâmica Mundial, autor do primeiro dicionário árabe-português editado pela CCAB, estudioso do idioma árabe e vice-presidente de relações internacionais da CCAB (Câmara de Comércio Árabe Brasileira).